# Río Guadajira
Río Guadajira är ett vattendrag i Spanien.   Det ligger i provinsen Provincia de Badajoz och regionen Extremadura, i den sydvästra delen av landet, 300 km sydväst om huvudstaden Madrid.